# Brasidas (Gattung)

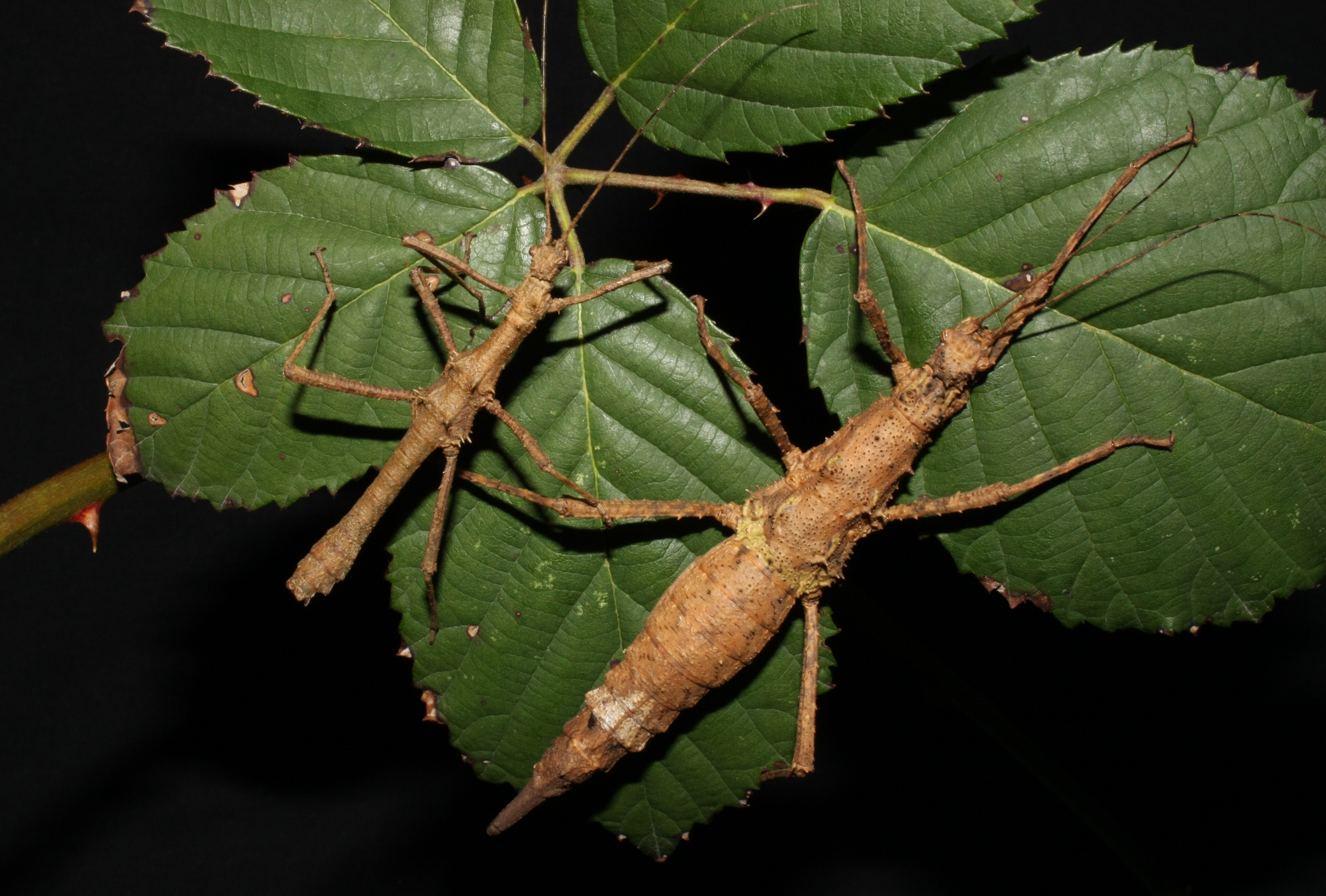
Brasidas lacerta,
links ♂, rechts ♀

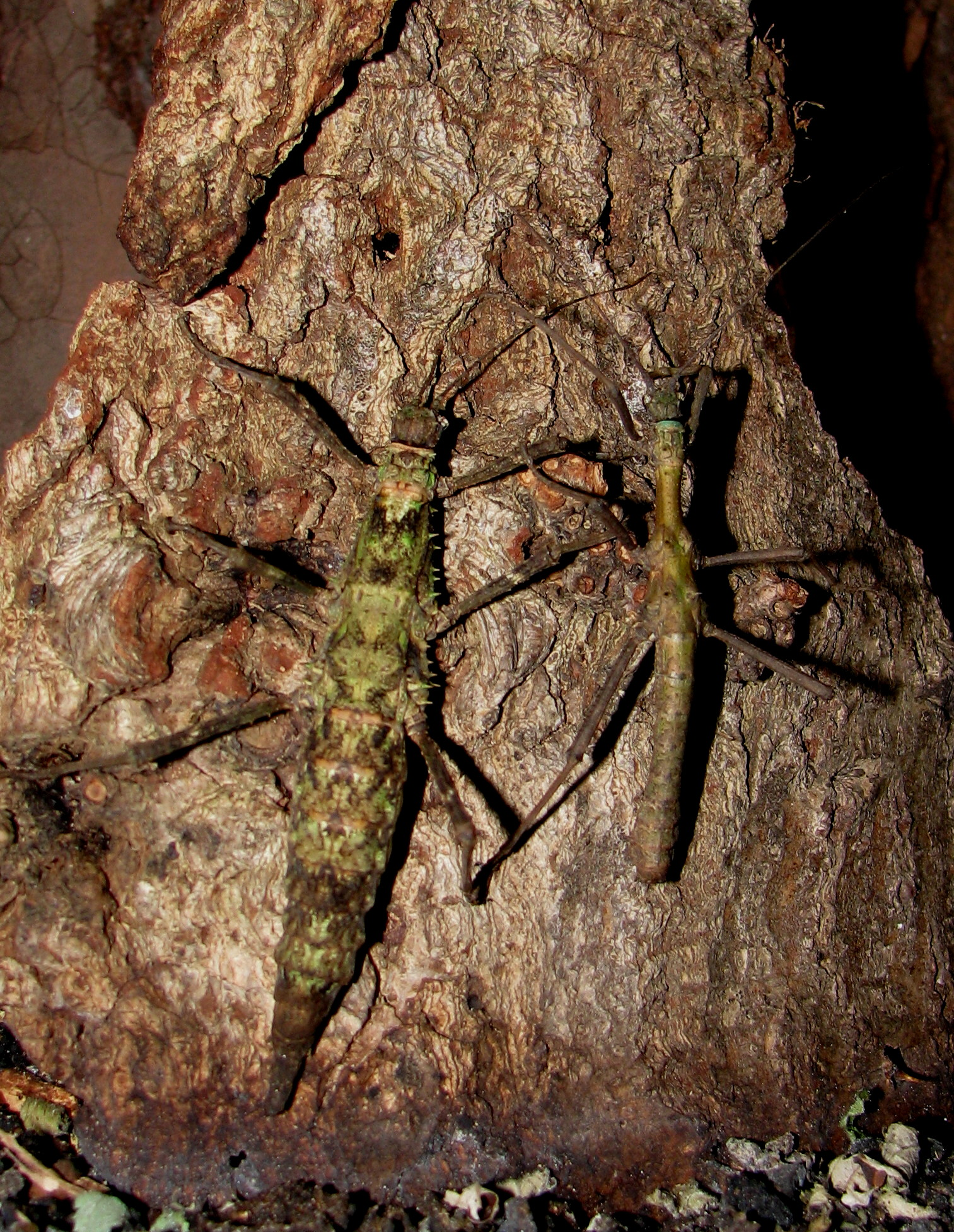
Brasidas samarensis, links ♀, rechts ♂

Die Gattung Brasidas (Syn. Euobrimus) ist eine auf den Philippinen beheimatete Gespenstschrecken-Gattung, welche nach dem spartanischen Feldherrn Brasidas benannt wurde.

## Merkmale
Die Vertreter dieser Gattung entsprechen im Habitus typischen Vertretern der Obrimini und ähneln im Erscheinungsbild Obrimus-Arten. Charakteristisch für diese Gattung ist ein Paar auffälliger Löcher bzw. Gruben im Metasternum. Die Männchen der bisher bekannten Arten bleiben mit ca. 4,5 bis 7,2 cm Länge deutlich kleiner als die etwa 7,2 bis etwa 12 cm langen Weibchen. Bei Eier legenden adulten Weibchen ist der Hinterleib in der Mitte deutlich in Höhe und Breite verdickt. Der Legestachel am Ende des Hinterleibs umgibt den eigentlichen Ovipositor. Er wird ventral aus dem achten Sternit gebildet, hier Subgenitalplatte oder Operculum genannt und dorsal aus dem elften Tergum, welches hier als Supraanalplatte oder Epiproct bezeichneten wird.

## Vorkommen
Das Verbreitungsgebiet der Gattung erstreckt sich auf die Inseln Samar, Luzon, Mindanao, Leyte, Siargao und Rapu-Rapu. Auf Mindanao kommen Vertreter der Gattung in allen Provinzen der Insel vor. Auf Luzon ist die Gattung in den Provinzen Aurora, Albay sowie Sorsogon und hier z. B. am Mount Pulog (nicht zu verwechseln mit dem im Norden Luzons gelegenen Mount Pulag), sowie auf der vorgelagerten Insel Rapu-Rapu nachgewiesen. Auf Samar kommen Arten in den Provinzen Eastern Visayas und Samar vor.

## Lebensweise und Fortpflanzung

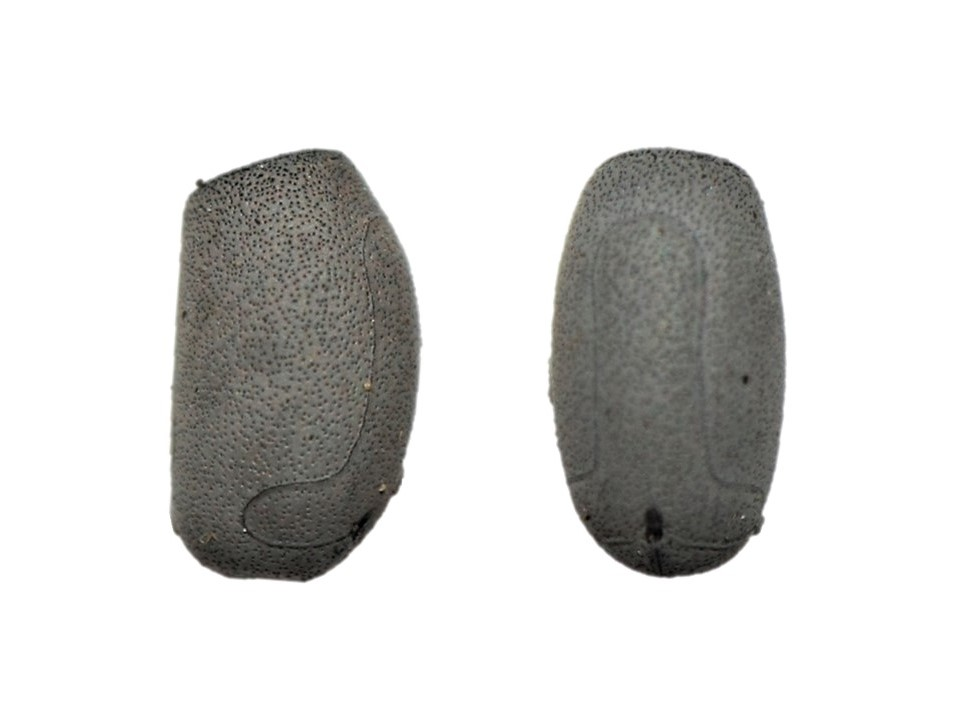
Eier von Brasidas cavernosus (PSG Nr. 362)

Die Eier werden von den Weibchen mit dem Legestachel in den Boden abgelegt. Typisch für die meist vier bis sechs Millimeter langen und zwei bis drei Millimeter breiten Eier ist der bauchig vorgewölbte dorsale Bereich und der schräg zur ventralen Seite hin abfallend Deckel (Operculum). Durch diesen Bau haben Brasidas-Eier einen deutlich erkennbaren Opercularwinkel (Siehe auch Bau des Phasmideneies).

## Systematik
Im Jahr 1939 veröffentlichten James Abram Garfield Rehn und sein Sohn John William Holman Rehn eine umfangreiche Arbeit, in der sie unter anderem die Gattung Brasidas errichteten. In diese stellten sie zwei bereits bekannte Arten, die bis dahin zur Gattung Obrimus gezählt wurden. Außerdem beschrieben sie vier neue Brasidas-Arten und eine neue Unterart. Als Typusart wurde die neu beschriebenen Art Brasidas samarensis festgelegt. Die Beschreibung von Brasidas acanthoderus erfolgte an einer weiblichen Nymphe. In der gleichen Arbeit beschreiben Rehn und Rehn die Gattung Euobrimus, als deren Typusart Euobrimus atherura festgelegt wurde. Ein gemeinsames autapomorphes Merkmal beider Gattungen sind die Metasternallöcher, die sich laut Rehn und Rehn in ihrer Form und Ausprägung unterscheiden. Während sie bei Euobrimus komplett gerandet (wörtlich „cingulate“) sein sollen, werden sie bei Brasidas als halbgerandet (wörtlich „semi-cingulate“) beschrieben.
Bereits 2004 erwähnt Oliver Zompro die Notwendigkeit Untersuchungen auf Artebene durchzuführen um den Status der Gattung Euobrimus zu und Brasidas zu klären. Auch Frank H. Hennemann et al. weisen 2016 darauf hin, dass beiden Gattungen wahrscheinlich synonym zueinander sind. Diese Annahme wurde durch die von Sarah Bank et al. 2021 veröffentlichte, auf Genanalysen basierende Untersuchung zur Klärung der Phylogenie der Heteropterygidae unterstützt. Dabei wurden die untersuchten Euobrimus und Brasidas Arten zwar in einer gemeinsamen Klade vorgefunden, jedoch gibt es keine separaten Kladen, die die Existenz von zwei Gattungen rechtfertigen würden. Als Schwestergattung zu Euobrimus und Brasidas wurde Obrimus ermittelt. Hennemann synonymisierte im Jahr 2023 Euobrimus mit Brasidas, beschrieb vier neue Arten, synonymisierte einige der bis dahin in Brasidas bzw. Euobrimus geführten Arten und überführte eine Art (Obrimus quadratipes) in die Gattung, in welcher sie ursprünglich beschrieben worden ist. Außerdem zeigte er, dass die u. a. bei Bank et al. als Brasidas foveolatus geführten Tiere  zu Brasidas lacerta gehören.
Die bisher beschrieben Arten sind:
- Brasidas bakeri (Rehn, J.A.G.  & Rehn, J.W.H., 1939)
Syn. = Euobrimus hoplites Rehn, J.A.G. & Rehn, J.W.H., 1939
- Brasidas cavernosus (Stål, 1877)
- Brasidas foveolatus (Redtenbacher, 1906)
- Brasidas lacerta (Redtenbacher, 1906)
Syn. = Brasidas acanthoderus Rehn, J.A.G. & Rehn, J.W.H., 1939
Syn. = Euobrimus atherura Rehn, J.A.G. & Rehn, J.W.H., 1939
Syn. = Euobrimus cleggi Rehn, J.A.G. & Rehn, J.W.H., 1939
Syn. = Euobrimus dohrni Rehn, J.A.G. & Rehn, J.W.H., 1939
Syn. = Brasidas foveolatus asper Rehn, J.A.G. & Rehn, J.W.H., 1939
Syn. = Brasidas montivagus Rehn, J.A.G. & Rehn, J.W.H., 1939
Syn. = Euobrimus stephenreyesi Lit & Eusebio, 2006
- Brasidas malaki Hennemann, 2023
- Brasidas manobo Hennemann, 2023
- Brasidas rehni Hennemann, 2023
- Brasidas samarensis Rehn, J.A.G. & Rehn, J.W.H., 1939
- Brasidas viscayanus Rehn, J.A.G. & Rehn, J.W.H., 1939
- Brasidas waray Hennemann, 2023

## Terraristik
Die Gattung ist durch mehrere Vertreter in den Terrarien der Liebhaber präsent. Als erste Art wurde 2002 Brasidas samarensis eingeführt, die von der Phasmid Study Group unter der PSG Nummer 235 geführt wird, aber scheinbar nicht mehr in Zucht ist.
Im Jahr 2008 wurde unter dem Namen Brasidas foveolatus eine Art vom Mount Apo auf der Insel Mindanao importiert, welche 2023 von Hennemann als Brasidas lacerta identifiziert wurde. Der in der Terraristik weit verbreitete Zuchtstamm muss korrekt als Brasidas lacerta 'Mt. Apo' bezeichnet werden. Er wird in der PSG-Liste unter der Nummer 301 und wurde bis 2024 unter dem Namen Brasidas foveolatus foveolatus geführt. Aus der Nachbarprovinz des Fundortes dieses Zuchtstammes, genauer aus der Nähe von Nabunturan, wurden später (etwa 2010) weitere Tiere importiert. Sie wurden zunächst nach ihrem Fundort als Brasidas sp. 'Nabunturan' bezeichnet und gehören ebenfalls zu Brasidas lacerta. Gleiches gilt für Tiere die im Oktober 2012 von Francis Seow-Choen und Ian Abercrombie nahe Valencia City in der Provinz Bukidnon gesammelt worden sind. Nach ihrem Fundort wurde sie als Brasidas sp. 'Bukidnon' bezeichnet.
Im Oktober 2011 sammelte der auf den Philippinen lebende Franzose Thierry Heitzmann auf der Insel Rapu-Rapu vier Pärchen einer weiteren Art. Die sehr großen Tiere wurden nach ihrem Fundort zunächst als Brasidas sp. 'Rapu-Rapu' bezeichnet. Nachdem von den vier Pärchen drei verstorben waren, legte das vierte Weibchen ausreichend Eier, um einige nach Europa verschicken zu können. Dem Schweizer Philipp Heller gelang es 2012 aus diesen einige Tiere zum Schlupf zu bringen, erfolgreich aufzuziehen und weiterzugeben. Bei diesem, von der Phasmid Study Group (PSG) unter der PSG-Nummer 362 geführten Stamm handelt es sich um Brasidas cavernosus. Er wurde von der PSG bis 2024 als Brasidas sp. 'Rapu-Rapu' geführt. Schon vor dem Sommer 2011 sammelte ebenfalls Heitzmann auf Luzon in der Provinz Sorsogon am Mount Pulog Tiere, die heute ebenfalls Brasidas cavernosus zugerechnet werden. Der daraus resultierende, zeitweilig in Zucht befindliche Stamm wurde zunächst als Euobrimus lacerta ('Mt. Pulog') bezeichnet. Er wurde von der PSG bis 2024 unter diesem Namen geführt und erhielt die PSG-Nummer 377.

## Bilder

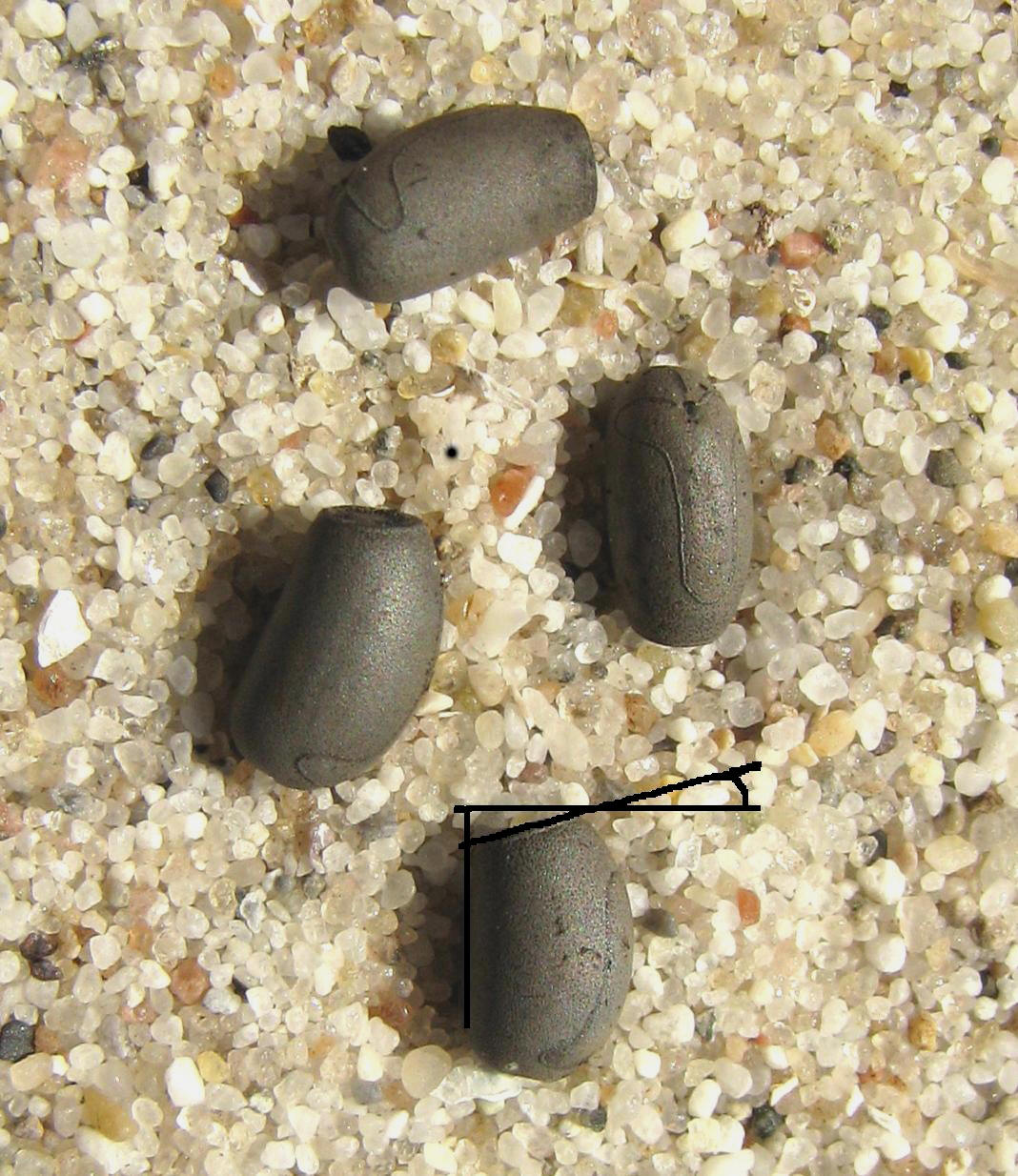
Brasidas samarensis-Eier
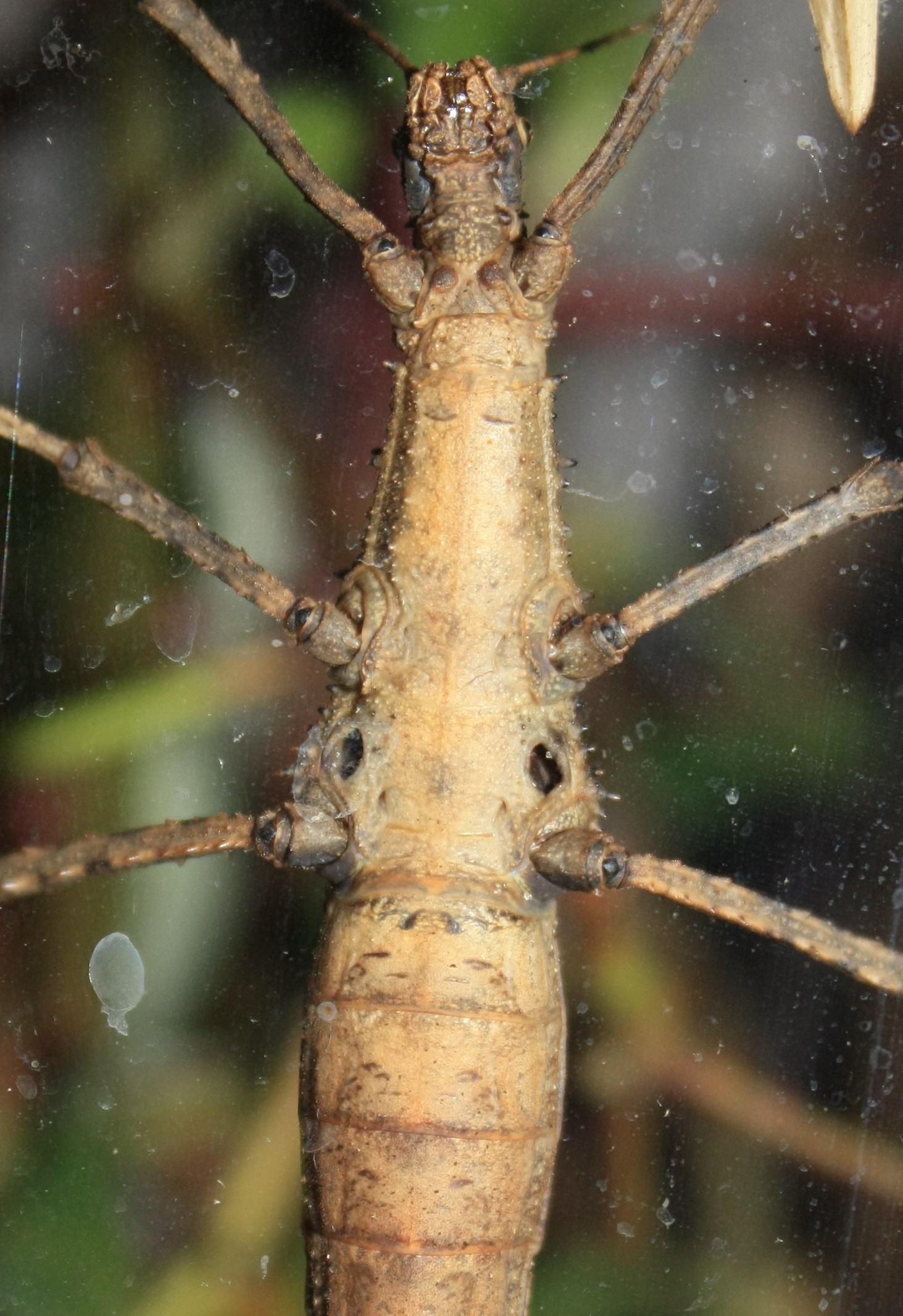
Brasidas lacerta 'Mt. Apo', Bauchseite eines Weibchens
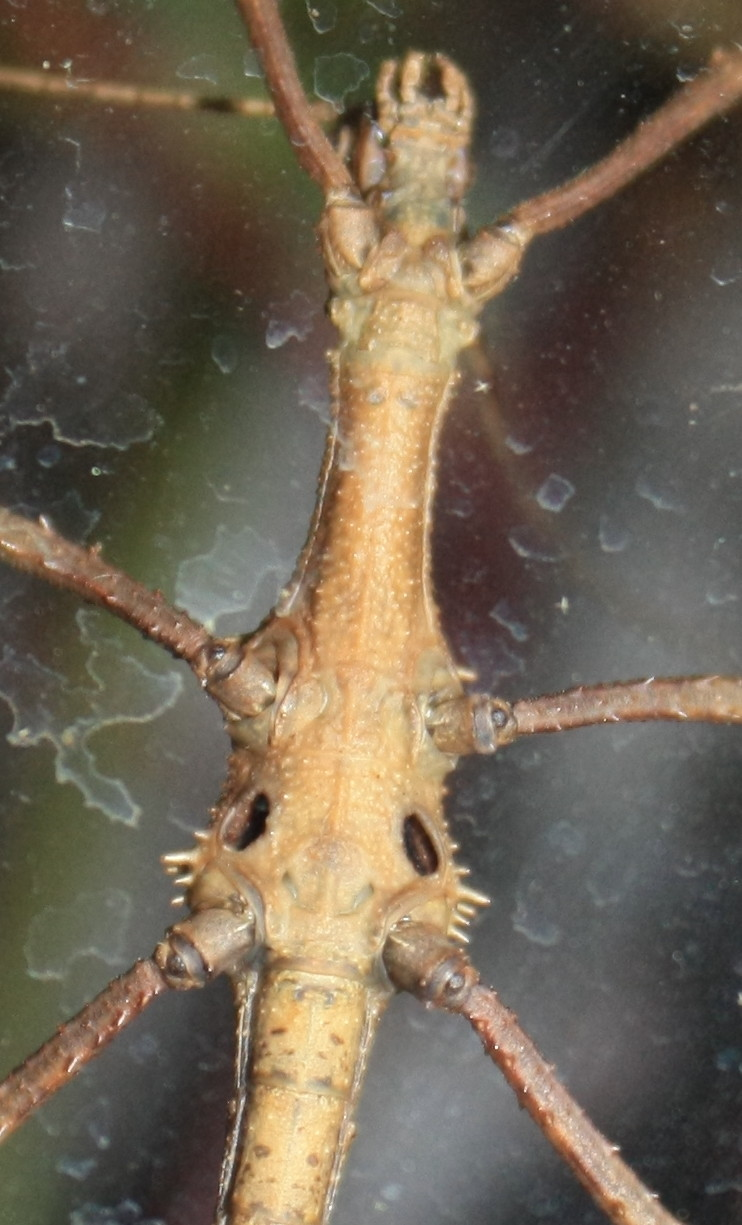
Brasidas lacerta 'Mt. Apo', Bauchseite eines Männchens
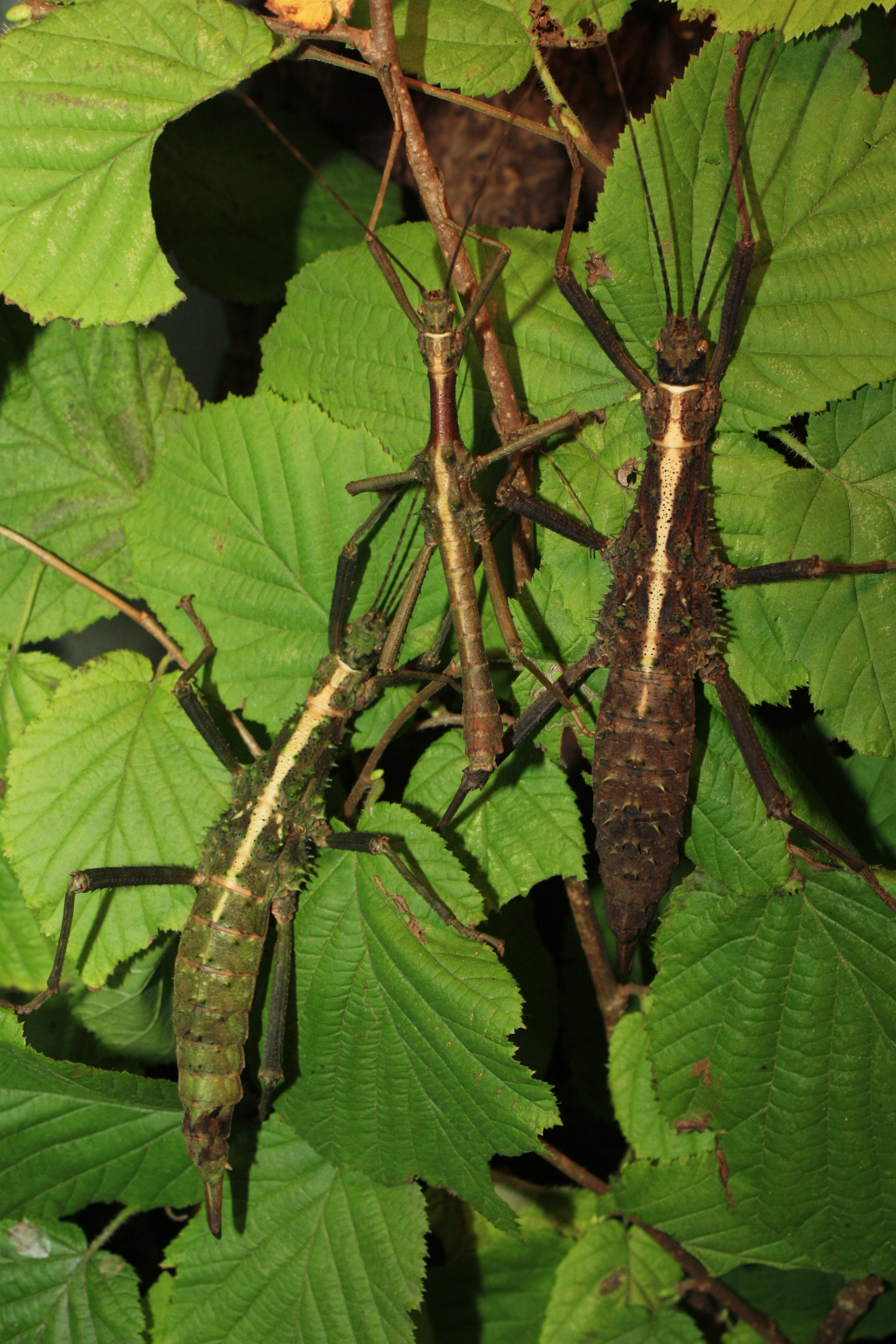
♀♀ und ♂ der zunächst als Brasidas sp. 'Rapu-Rapu' bezeichneten Brasidas cavernosus